# Võ Quý
Dans ce nom, le nom de famille, Võ, précède le nom personnel.
Võ Quý est un ornithologue vietnamien, né le 31 décembre 1929 et mort le 10 janvier 2017.

## Biographie
Durant la guerre contre la France, il étudie en Chine. Il retourne au Viêt Nam en 1954 et participe à la fondation de l’université de Hanoï où il enseigne la zoologie. Il étudie les effets de la défoliation provoquée par l’armée américaine durant la guerre et l’impact des herbicides utilisés sur l’environnement. Võ Quý participe au programme gouvernemental de reboisement.
Il contribue à la réintroduction de la Grue antigone, Grus antigone (Linnaeus, 1758), une espèce sévèrement affectée par la guerre et participe à la rédaction d’un traité sur la protection des oiseaux migrateurs.
Il propose qu’une sous-espèce du faisan d'Edwards, Lophura edwardsi hatinhensis, soit une espèce autonome, sans que cette suggestion soit reprise par les  ornithologues. Võ Quý est l’auteur de The Birds of Vietnam et, avec Simon N. Stuart et John R. MacKinnon, The Kouprey: An Action Plan for Its Conservation.  Il reçoit en 2003 le prix Blue Planet.